# Graham McNamee
Pour les articles homonymes, voir McNamee.
Graham McNamee (10 juillet 1888 - 9 mai 1942) est un pionnier américain de l'animation et du journalisme radiophonique. Il opère pour la station new-yorkaise WEAF à partir de 1923, puis est repris par le réseau national de NBC. Il est très populaire à partir des années 1920, notamment grâce à ses commentaires sportifs en baseball et football américain principalement, mais aussi en boxe anglaise. Il assure les commentaires en direct du Polo Grounds de New York à l'occasion de la Série mondiale de baseball en 1923.
Son rôle ne se limite pas au sport. Il couvre ainsi nombre d'évènements : conventions politiques et retour de Charles Lindbergh à New York après sa traversée de l'Atlantique, notamment. Il est désigné meilleur présentateur radiophonique en 1925 à la Radio Wair Fair avec 189 470 voix sur 1 161 659 votants. Graham McNamee fait la couverture de Time le 3 octobre 1927.
Il terminait toujours ses interventions par la même phrase : « This is Graham McNamee speaking. Goodnight, all. »
Le 9 décembre 2015, le Temple de la renommée du baseball annonce que Graham McNamee est le récipiendaire pour 2016 du prix Ford C. Frick et qu'une cérémonie posthume aura lieu le 23 juillet 2016 à Cooperstown.